# Togoscia buettneri
Togoscia buettneri är en kräftdjursart som först beskrevs av Franz Martin Hilgendorf 1893A.  Togoscia buettneri ingår i släktet Togoscia och familjen Philosciidae. Inga underarter finns listade i Catalogue of Life.